# Bill McLaren
William Pollock McLaren (Hawick, 16 de octubre de 1923 – 19 de enero de 2010) fue un militar, profesor de educación física, periodista y comentarista deportivo británico, experto en rugby.
Denominado «la voz del rugby» es considerado el periodista más célebre sobre rugby del hemisferio norte, durante el siglo XX. Desde 2014 es miembro del World Rugby Salón de la Fama.

## Biografía
Fue hijo de un vendedor de prendas y se crio junto al Lago Lomond. Empezó a jugar rugby de niño en el Hawick RFC y en su adolescencia destacó como un ala útil.
Se unió al Ejército Británico y fue asignado a la Royal Artillery. Sirvió en Italia durante la Segunda Guerra Mundial y luchó en la Batalla de Montecassino, como observador avanzado y en una ocasión se arrastró entre un montón de cadáveres; una experiencia desagradable que nunca lo abandonó.
Luego de la guerra estudió Educación física en Aberdeen y trabajó enseñando en diferentes escuelas de Escocia, hasta su jubilación en 1987. Fue profesor de varios rugbistas eventualmente internacionales, como: Jim Renwick, Colin Deans (capitán de Escocia) y Tony Stanger.
Entrenó con la selección escocesa en 1947 y estuvo a punto de jugar una prueba internacional, pero se enfermó de tuberculosis y casi murió. Dejó de jugar y pasó 19 meses en un sanatorio del área de East Lothian, donde le administraron el antibiótico experimental estreptomicina que le salvó la vida; de los cinco pacientes que recibieron el medicamento, sólo dos sobrevivieron. Mientras estuvo internado, comenzó a relatar los partidos de tenis de mesa para la radio del hospital.
Estuvo casado con Bette Hill toda la vida, tuvieron dos hijas: Linda (1952) y Janie (1954–2000). Tuvieron cinco nietos y uno de ellos es Rory Lawson, un rugbista internacional.
En su vejez desarrolló la enfermedad de Alzheimer; había sido famoso por su excelente memoria; y luego murió a los 86 años, en su ciudad natal. Su funeral tuvo lugar el 25 de enero en la Iglesia Teviot de Hawick, seguido de un entierro en el cementerio Wellogate y cientos de simpatizantes aplaudieron su coche fúnebre en toda la ciudad.

## Carrera
Su carrera periodística empezó siendo un reportero en el periódico Hawick Express. En 1953 hizo su debut como relator cubriendo el partido de Escocia contra Gales, para la BBC Radio y en 1959 lo pasaron a la recién creada BBC Television.
McLaren acompañó al XV del Cardo en todos sus partidos hasta su jubilación, trasmitió 50 ediciones del Torneo de las Seis Naciones (1953–2002), asistió a todas las giras de los Leones Británicos e Irlandeses y a las primeras cuatro Copas del Mundo. Relató en el Centenario de la Rugby Football Union, el «Try del siglo» (Barbarians vs. All Blacks) en 1973, en el Centenario de la World Rugby y cuando Gales ganaba él comentaba: «Esta noche cantarán en los valles».
Por su aporte a la cultura británica, recibió la Orden del Imperio Británico en 1992 (MBE), en 1995 (OBE) y en 2003 (CBE). Además participó en los videojuegos de rugby, siendo comentarista, Jonah Lomu Rugby (1997) y Rugby (2000).
En noviembre de 2001 fue ingresado al Salón de la Fama del Rugby, como el único miembro no rugbista internacional en ser incluido. Relató su último partido durante el Torneo de las Seis Naciones 2002, nuevamente Gales contra Escocia y la multitud cantó «Es un muchacho excelente» en su honor.

### Obras
En su jubilación escribió su libro más importante: «Grandes héroes y artistas del rugby» (ISBN 0-340-82764-5), que publicó la editorial Hodder & Stoughton en 2003 y trata sobre la historia del rugby.
- «Hablando de rugby», Stanley Paul (1991), ISBN 0-09-173875-X.
- «Los Leones soñados de Bill McLaren», Harper Collins Willow (1998), ISBN 0-00-218861-9.
- «Grand Slam: una historia de las Cinco Naciones» junto a Miles Harrison, Aurum Press Ltd (1999) ISBN 1-85410-653-8
- «Mi autobiografía: la voz del rugby», Bantam Books (2005), ISBN 0-553-81558-X.

## Legado
El 4 de marzo de 2010 en el Estadio Murrayfield, se inauguró la Fundación Bill McLaren, una organización benéfica que existe para desarrollar y promover el rugby y las oportunidades deportivas. El mismo año fue ingresado al recién creado Salón de la Fama del Rugby Escocés.
El 11 de marzo de 2010, también en el Estadio Murrayfield, la Unión Escocesa de Rugby organizó una celebración conmemorativa de la vida de McLaren y miles de personas asistieron, ese fin de semana Escocia jugó en el estadio y empató por la Copa Calcuta.
Durante el Torneo de las Seis Naciones 2013 se inauguró una estatua en su honor, en el parque Wilton de su ciudad natal. En noviembre de ese año se inauguró un busto de McLaren en el área de la recepción principal del Estadio Murrayfield, en Edimburgo.